# Le Bessat
Le Bessat este o comună în departamentul Loire din sud-estul Franței. În 2009 avea o populație de 436 de locuitori.

## Evoluția populației
| An        | 1975 | 1982 | 1990 | 1999 | 2006 | 2009 |
| --------- | ---- | ---- | ---- | ---- | ---- | ---- |
| Populație | 206  | 211  | 250  | 414  | 439  | 436  |